# Conus cakobaui
Conus cakobaui é uma espécie de gastrópode do gênero Conus, pertencente à família Conidae.